# شهرستان المقدادیه
شهرستان المقدادیه (به عربی: قضاء المقدادية) یک شهرستان‌های عراق در عراق است که در استان دیاله واقع شده‌است.